# Велька Вес
Велька Вес (словац. Veľká Ves, угор. Losoncnagyfalu) — село, громада в окрузі Полтар, Банськобистрицький край, центральна Словаччина. Кадастрова площа громади — 9,80 км². Населення — 406 особи (за оцінкою на 31 грудня 2023 р.). Протікає річка Слатінка.
Перша згадка 1335 року.

## Населення
| Рік:            | 1993 | 2003    | 2013    | 2023    |
| --------------- | ---- | ------- | ------- | ------- |
| Кількість осіб: | 448  | 443     | 451     | 406     |
| Різниця:        |      | -1,11 % | +1,80 % | -9,97 % |

| Рік:            | 2022 | 2023    |
| --------------- | ---- | ------- |
| Кількість осіб: | 415  | 406     |
| Різниця:        |      | -2,16 % |